# Lamberto di Bauduen
Lamberto di Bauduen (Bauduen, 1084 – Vence, 26 maggio 1154) è stato un vescovo francese, venerato come santo dalla Chiesa cattolica.

## Biografia
Nato a Bauduen nel 1084, Lamberto ha seguito gli studi presso Riez; divenne monaco nel monastero di Saint-Honorat nell'Abbazia di Lerino.
Venne nominato vescovo di Vence nel 1114. Negli anni del suo episcopato fece realizzare nella città di Vence una Cattedrale romanica, la Cattedrale della Natività di Maria de Vence.
Morì a Vence nel 1154.